# Acanthophyllum borsczowii
Acanthophyllum borsczowii är en nejlikväxtart som beskrevs av Litw. Acanthophyllum borsczowii ingår i släktet Acanthophyllum och familjen nejlikväxter. Inga underarter finns listade i Catalogue of Life.